# Strzelanina w Bratysławie (2022)
Strzelanina w Bratysławie w 2022 – zbrodnia, do której doszło 12 października 2022 roku przed gejowskim klubem nocnym Tepláreň znajdującym się w centrum Bratysławy, stolicy Słowacji. Uzbrojony napastnik zastrzelił 2 bywalców klubu i ranił kelnerkę, po czym uciekł z miejsca zbrodni i w okolicach północy popełnił samobójstwo w jednym z parków na terenie miasta.
Zbrodnia była motywowana nienawiścią wobec osób ze społeczności LGBT, ponadto odkryto, że sprawca planował także dokonać wcześniej zamachów na ważnych słowackich polityków kojarzonych z lewicą.

## Przebieg
Sprawca przybył pod budynek klubu ok. 18:35. Został nagrany przez kamery monitoringu miejskiego jak stał przez około pół godziny ukryty za filarem jednego z pobliskich budynków, po czym o 19:11 wyłonił się i oddał 8 strzałów do wychodzących z lokalu osób, zabijając 2 mężczyzn i raniąc kelnerkę.
Około godz. 20:00 zamachowiec wrócił do swojego domu i przez następne 2 godziny spędzał czas z rodziną, mówiąc im, że dokonał jakiegoś aktu przemocy, ale nie podał żadnych szczegółów; rodzice napastnika nie zawiadomili policji. Około 22:00 sprawca ponownie wyszedł z domu i udał się w nieznanym kierunku.
O 22:30 jednostka specjalna policji ds. informacji zidentyfikowała sprawcę i rozpoczęła jego poszukiwania. O 22:57 sprawca przysłał swojemu ojcu wiadomość SMS, w której napisał, że spotka się z nim kiedyś, już na tamtym świecie. Policja zamknęła wszystkie ulice przylegające do ulicy Zámockiej (gdzie znajdował się zaatakowany klub) i rozpoczęła poszukiwania sprawcy z udziałem policyjnego helikoptera i sił specjalnych oraz wywiadowczych słowackiej policji. Sprawca został znaleziony martwy kilka godzin później – popełnił samobójstwo w jednym z bratysławskich parków.

## Śledztwo
Policja w Bratysławie początkowo nie spekulowała na temat motywu strzelaniny i nie chciała udzielać żadnych oficjalnych informacji w tym zakresie. Dopiero 2 dni później podano, że była to motywowana nienawiścią zbrodnia o podłożu terrorystycznym.
Zdaniem miejscowych służb napastnik nie był wcześniej karany i nie wpływały do służb żadne podejrzenia jakoby miał on sympatyzować ze skrajnymi ideologiami. Według policji napastnik po przyjściu do domu miał m.in. zmienić broń, powiedzieć rodzicom, że dokonał czegoś brutalnego oraz odbyć z nimi długą rozmowę.
Oficjalne śledztwo w sprawie zbrodni zakończyło się w grudniu 2023 roku; w jego wyniku uznano 19-letniego wówczas Juraja Krajčíka za jedynego sprawcę zbrodni, który miał działać sam i nie mieć wspólników. Według prokuratora, Daniela Lipšica, sprawca początkowo chciał dokonać zamachu na premiera Słowacji Eduarda Hegera, ale zmienił cel ataku na klub Tepláreň ponieważ uznał, że zamach na polityka byłby zbyt trudny do przeprowadzenia. Na 2 dni przed strzelaniną sprawca zadzwonił na linię zaufania, mówiąc, że ma myśli samobójcze.

## Sprawca
Napastnik został zidentyfikowany jako 19-letni Juraj Krajčík. Przed atakiem Krajčík opublikował na swoim koncie NTMA0315 na Twitterze serię rasistowskich wpisów oraz link do manifestu zawierającego pochwałę dla ideologii akceleracjonizmu oraz liczne wątki antysemickie, anty-homoseksualne i anty-transpłciowe. Konto na Twitterze zostało zawieszone przez administrację portalu jeszcze przed samobójstwem sprawcy.
Twitterowe konto sprawcy zawierało także 2 wykonane przez niego selfie: jedno wykonane w sierpniu 2022 roku przed wejściem do klubu Tepláreň oraz drugie wykonane przed wejściem do domu premiera Eduarda Hegera. Napastnik napisał w manifeście, że rozważał także dokonanie morderstw politycznych na Hegerze, Branislavie Gröhlingu i byłym premierze Robercie Fico.
Ojciec sprawcy ubiegał się w wyborach parlamentarnych w 2020 roku o mandat posła z ramienia nacjonalistycznej prawicowej partii Vlast'. Sam Juraj Krajčík miał być natomiast aktywnym członkiem siatki skrajnie prawicowych kont na portalu Telegram zwanej Terrorgramem. Wyznawał ideologię akceleracjonizmu i był w kontakcie z członkami neonazistowskiej organizacji terrorystycznej Atomwaffen Division.
W manifeście Krajčík oskarża Żydów oraz osoby ze społeczności LGBT o krzywdzenie białych ludzi oraz wyraża podziw dla skrajnie prawicowych terrorystów takich jak Anders Breivik, Brenton Tarrant i John Earnest. Krajčík stwierdził w manifeście również, że uznaje on pandemię COVID-19 za żydowski spisek mający wytrenować białych ludzi w byciu posłusznymi oraz, że neguje Holokaust. Napastnik wyraził w manifeście podziw dla jednego ze swoich znajomych z internetu ze społeczności osób fascynujących się strzelcami szkolnymi, który wzywał do obalenia demokratycznego systemu na Słowacji za pomocą chaosu i terroru.

## Reakcje
Prezydent Słowacji Zuzana Čaputová złożyła kondolencje rodzinom ofiar oraz przybyła pod zaatakowany klub w celu upamiętnienia zabitych.
W reakcji na zdarzenie, 2 dni po zamachu ulicami Bratysławy przeszedł marsz przeciwko przemocy wobec osób nieheteronormatywnych – uczestniczyło i przemawiało w nim wielu słowackich polityków, w tym prezydent Čaputová. W tłumie osób znalazł się też premier Eduard Heger, który jednak nie zabrał głosu podczas wystąpień polityków w trakcie marszu. Według szacunków w marszu uczestniczyło ok. 20 000 osób.
Prawicowa organizacja terrorystyczna Atomwaffen Division wydała oświadczenie na jednym z kanałów na Telegramie, w którym nazwano sprawcę Świętym Jurajem Krajčíkiem, 6. z kolei posłańcem Tarranta i pierwszym świętym z użytkowników kanału Terrorgramu i opiewano popełnioną przez niego zbrodnię.

## Następstwa
W następstwie ataku pojawiły się apele o złagodzenie używanego przez polityków w debacie publicznej języka oraz do zaprzestania powielania przez polityków szkodliwych stereotypów związanych z osobami homoseksualnymi, biseksualnymi i transpłciowymi.
Premier Eduard Heger potępił atak i powiedział, że Nieakceptowalną jest sytuacja, w której ktoś obawia się o swoje życie ze względu na swój styl życia. Za tę wypowiedź został skrytykowany przez środowiska LGBT ponieważ wypowiedź sugerowała, że orientacja homoseksualna jest wyborem, a nie cechą wrodzoną.
Rektor jednego z bratysławskich uniwersytetów, Marek Števček, potępił atak i wezwał do zjednoczenia się słowackiego społeczeństwa przeciwko przemocy i nienawiści; ujawnił też, że jedna z ofiar strzelaniny pod barem w Bratysławie była studentem na jego uczelni.
Kondolencje dla Słowaków oraz miejscowej społeczności LGBT złożyło także wielu przedstawicieli innych państw jak czeski premier Petr Fiala czy przewodnicząca Komisji Europejskiej Ursula von der Leyen.